# Wereldkampioenschap basketbal vrouwen 1959
Het WK Basketbal voor vrouwen 1959 is het derde gehouden wereldkampioenschap basketbal voor vrouwen. Acht landen die ingeschreven waren bij de FIBA, namen deel aan het toernooi dat gehouden werd van in de Sovjet-Unie. Het basketbalteam van de Sovjet-Unie werd de uiteindelijke winnaar van het toernooi.

## Eindklassering
| #      | Land              |
| ------ | ----------------- |
| Goud   | Sovjet-Unie       |
| Zilver | Bulgarije         |
| Brons  | Tsjecho-Slowakije |
| 4      | Joegoslavië       |
| 5      | Polen             |
| 6      | Roemenië          |
| 7      | Hongarije         |
| 8      | Zuid-Korea        |

| WK basketbal voor vrouwen 1959 winnaar |
| -------------------------------------- |
| Sovjet-Unie Eerste titel               |